# Ligne C du tramway de Strasbourg
Pour les articles homonymes, voir Ligne C.
La ligne C du réseau de transports en commun de l'Eurométropole de Strasbourg est une ligne de tramway. Exploitée par la Compagnie des transports strasbourgeois (CTS), il s'agit de la quatrième ligne de tramway de l'agglomération.
Elle relie la Gare Centrale à la station Neuhof Rodolphe Reuss, dans le quartier du Neuhof, en passant par le centre-ville strasbourgeois et le campus central. La ligne est mise en service le 1er septembre 2000 et a connu une extension en 2007, son tracé a été modifié en 2010 lors de l'ouverture de la ligne F.

## Histoire

### De l'ancien réseau ...

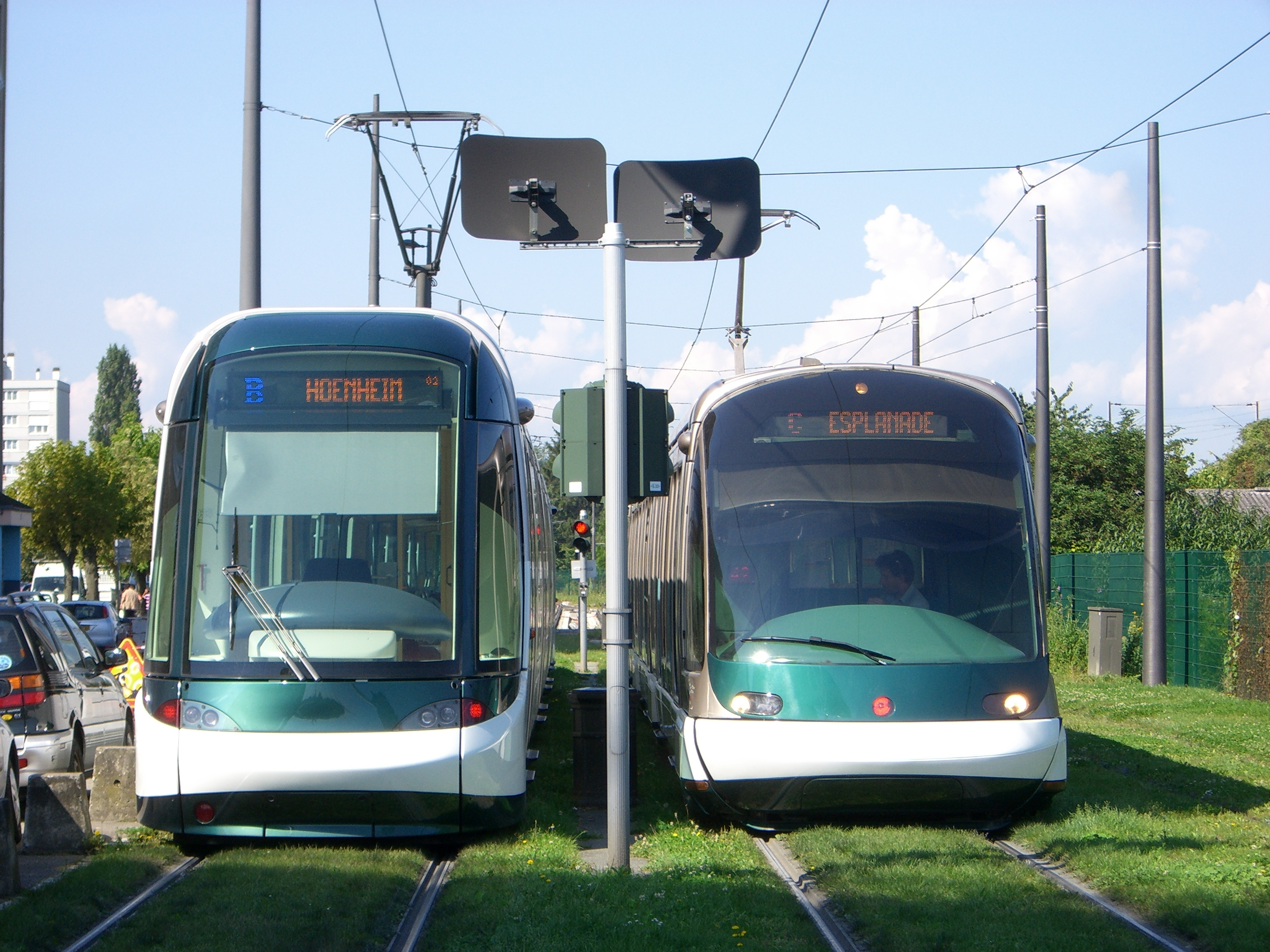
Retournement d' Elsau en 2007.

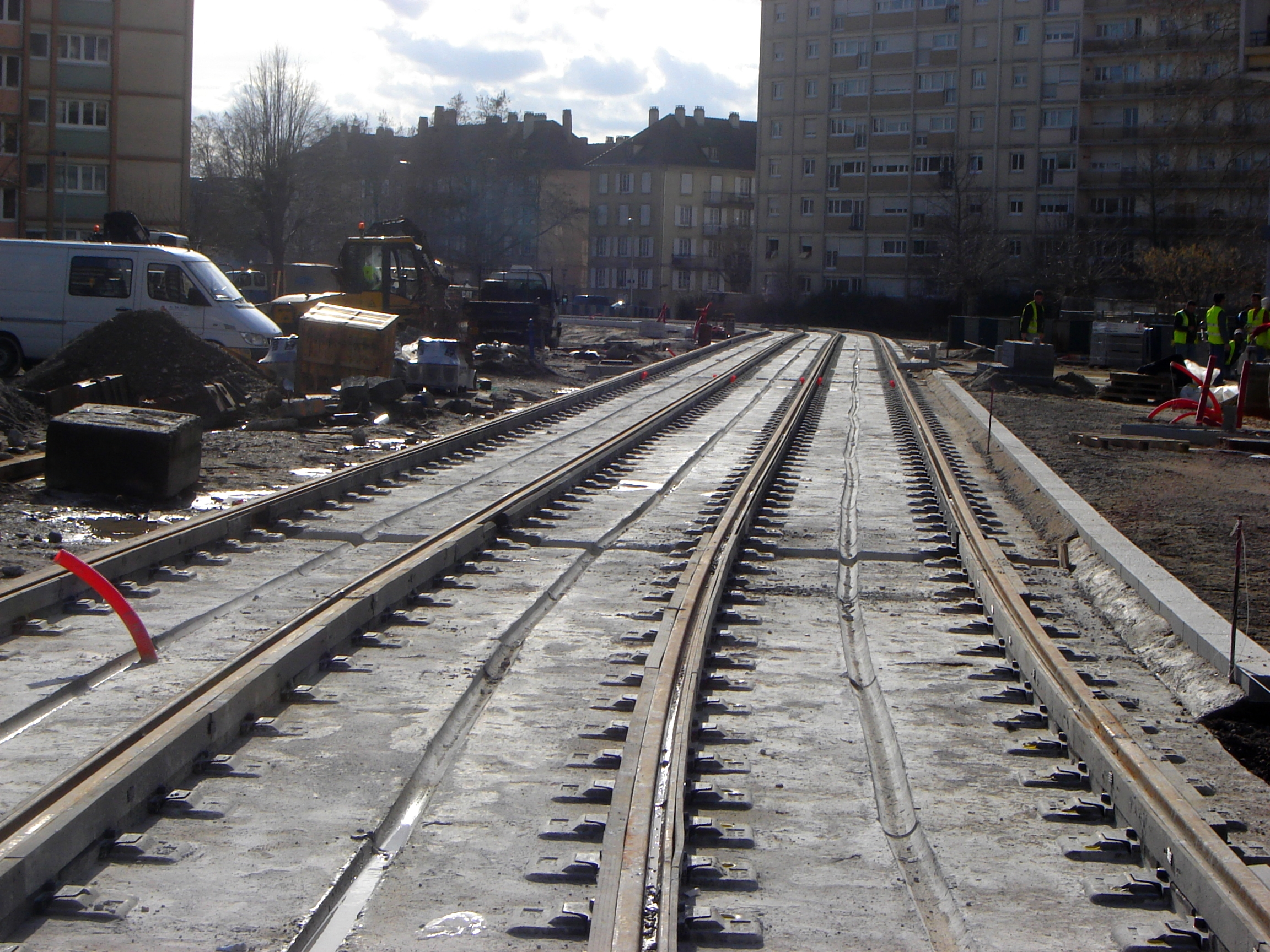
Chantier de l’extension vers le Neuhof, en 2007

Le 12 mars 1883, la troisième ligne de tramway de Strasbourg fut ouverte entre la place Kléber et Robertsau, église. Elle fut prolongée jusqu'à la gare centrale en 1885. Entre les actuels arrêts Gare centrale et Gallia (anciennement Pont Royal), l'itinéraire est largement identique à celui de l'actuelle ligne C, sauf que l'ancienne ligne ne traversa pas le pont de Saverne, mais emprunta l'itinéraire des actuelles lignes A et D entre cet endroit et la station Homme de Fer. Toutefois, la rue du Vieux-Marché-aux-Vins était également équipée de voies de tramway, où circulaient les trams des lignes de Koenigshoffen et Lingolsheim. Le 13 juillet 1895, la ligne Gare - Robertsau est électrifiée jusqu'au parc de l'Orangerie, puis reconvertie à la voie métrique à l'instar des autres lignes à voie normale en 1898/99.
Sur deux autres sections, la ligne C suit également le parcours de lignes de l'ancien réseau : premièrement, entre les arrêts Landsberg et Jean Jaurès (ligne 1 place Kléber - pont du Rhin ouverte le 20 juillet 1878), et deuxièmement, entre les stations Gravière Stade de la Meinau et peu avant Neuhof Rodolphe Reuss (embranchement de la ligne précédente ouverte en 1885). Finalement, le quartier de l'Esplanade avait déjà été desservi par une ligne de tramway au départ de la place de la Bourse, ouverte en 1918/19 et fermée précocement vers 1936/37 parce que le pont d'Austerlitz n'avait pas été réparé.
À partir de mars 1954, les différents tronçons de l'ancien réseau correspondant à l'actuelle ligne C sont successivement fermés au trafic, à commencer par la section République - Gallia avec la mise sur route du trafic de la ligne de la Robertsau. Le 4 avril 1957, les sections Gare centrale - Homme de Fer et Landsberg - Jean Jaurès sont concernées avec la suppression de la ligne 1, et finalement, Neuhof perd son tramway le 30 avril 1960 avec l'abandon de l'ultime ligne de l'ancien réseau.

### ... à la ligne C

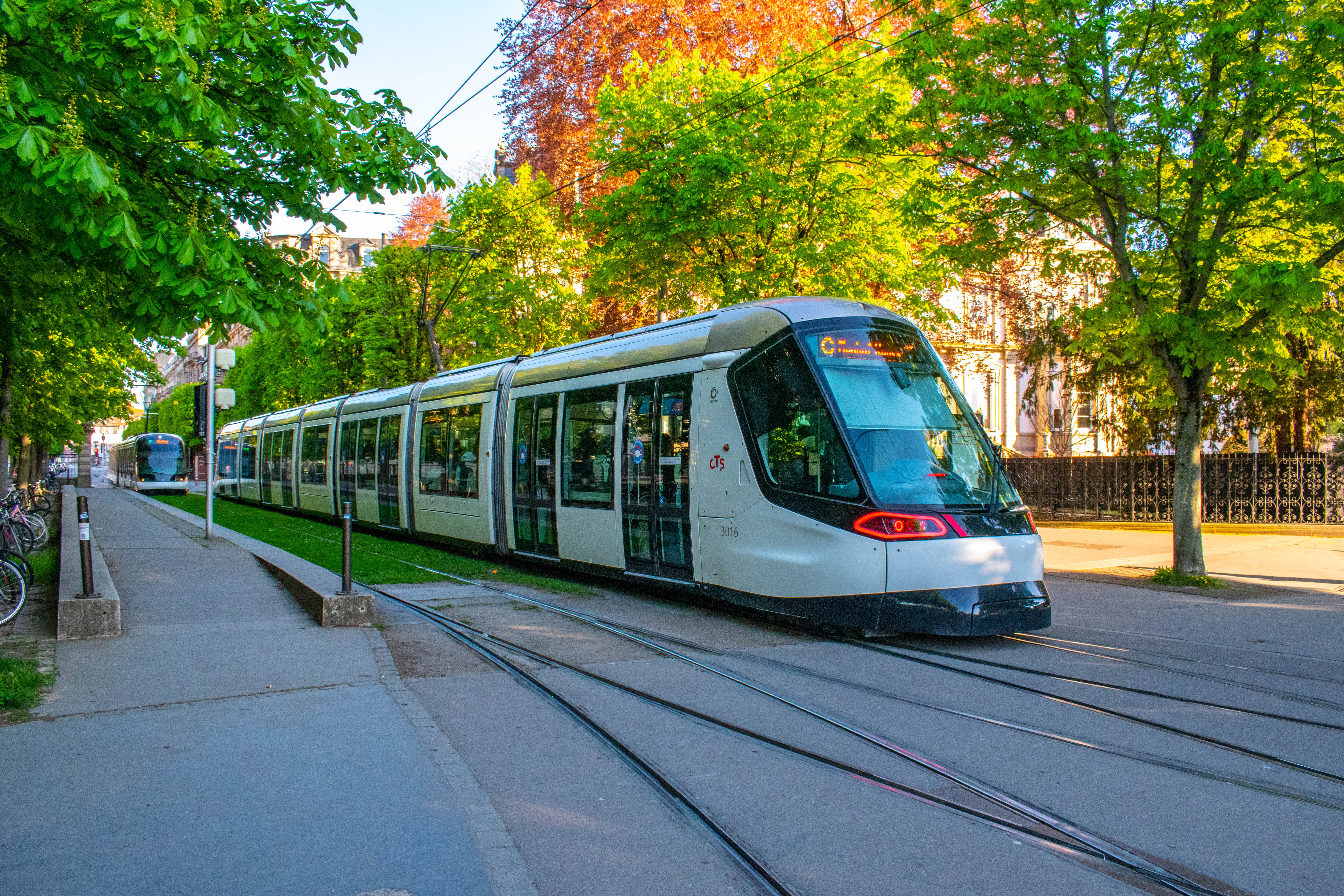
Rame Citadis arrivant à la station République

Le 1er septembre 2000, la ligne C du Tramway de Strasbourg est mise en service entre Elsau, permettant la desserte du nouveau quartier résidentiel de l'Elsau, et Esplanade en traversant le quartier de l'université.
Le 25 août 2007, la ligne est prolongée de 4,2 km depuis la station Esplanade permettant la desserte du quartier du Neuhof, enclavé dans le sud de la ville.
Le 27 novembre 2010, la ligne C change de tracé. Son terminus occidental n'est plus Elsau mais Gare Centrale passant par la rue du Faubourg-de-Saverne. Elle ne dessert plus les stations situées à partir de Alt Winmärik jusqu'à l'Elsau desservies par la ligne F jusqu'à septembre 2020, car depuis cette date la ligne F n'a plus son terminus à Elsau mais passe par le boulevard de Nancy et la route des Romains dans Koenigshoffen pour arriver à Comtes,,.

## Infrastructure

### La ligne
La ligne C du Tramway de Strasbourg emprunte les sections suivantes : Gare Centrale - Homme de Fer, ouverte le 27 novembre 2010 à l'occasion de la restructuration de la ligne et de la mise en service de la ligne F ; Homme de Fer - Esplanade, ouverte le premier septembre 2000 à l'occasion de la mise en service de la ligne ; et Esplanade - Landsberg - Neuhof Rodolphe Reuss, ouverte le 25 août 2007 à l'occasion de la mise en service du prolongement de la ligne ainsi que de la ligne D.

### Les terminus réguliers
La ligne C du Tramway de Strasbourg compte deux terminus principaux : gare centrale et Neuhof Rodolphe Reuss et un terminus uniquement en heure de pointe place d'Islande

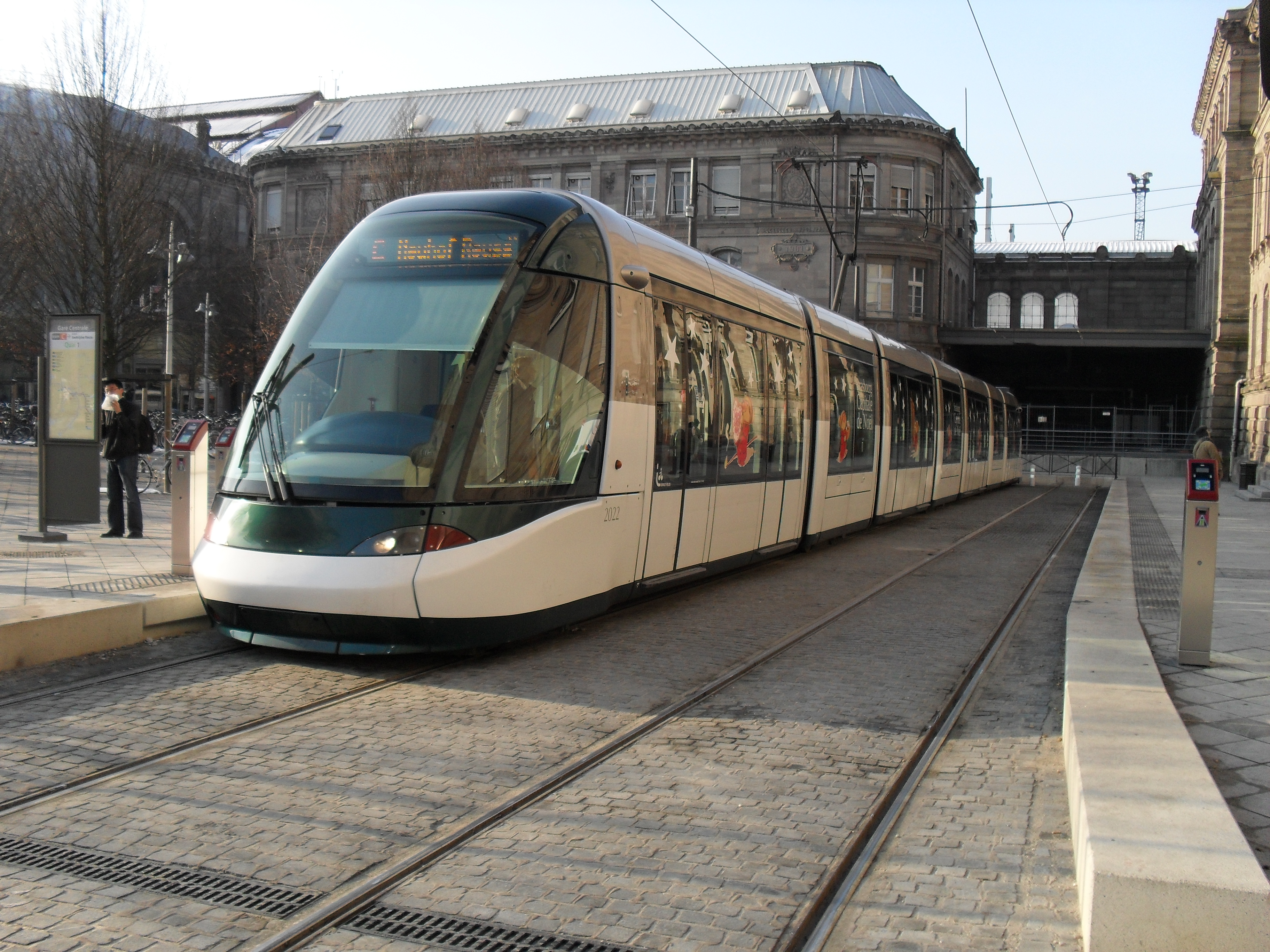
À Gare Centrale.

La station de surface Gare Centrale, qui constitue le terminus occidental de la ligne, est composée de deux quais encadrant deux voies, en impasse. Elle remplace depuis le 27 novembre 2010 le terminus Elsau à la suite de la mise en service de la ligne F.

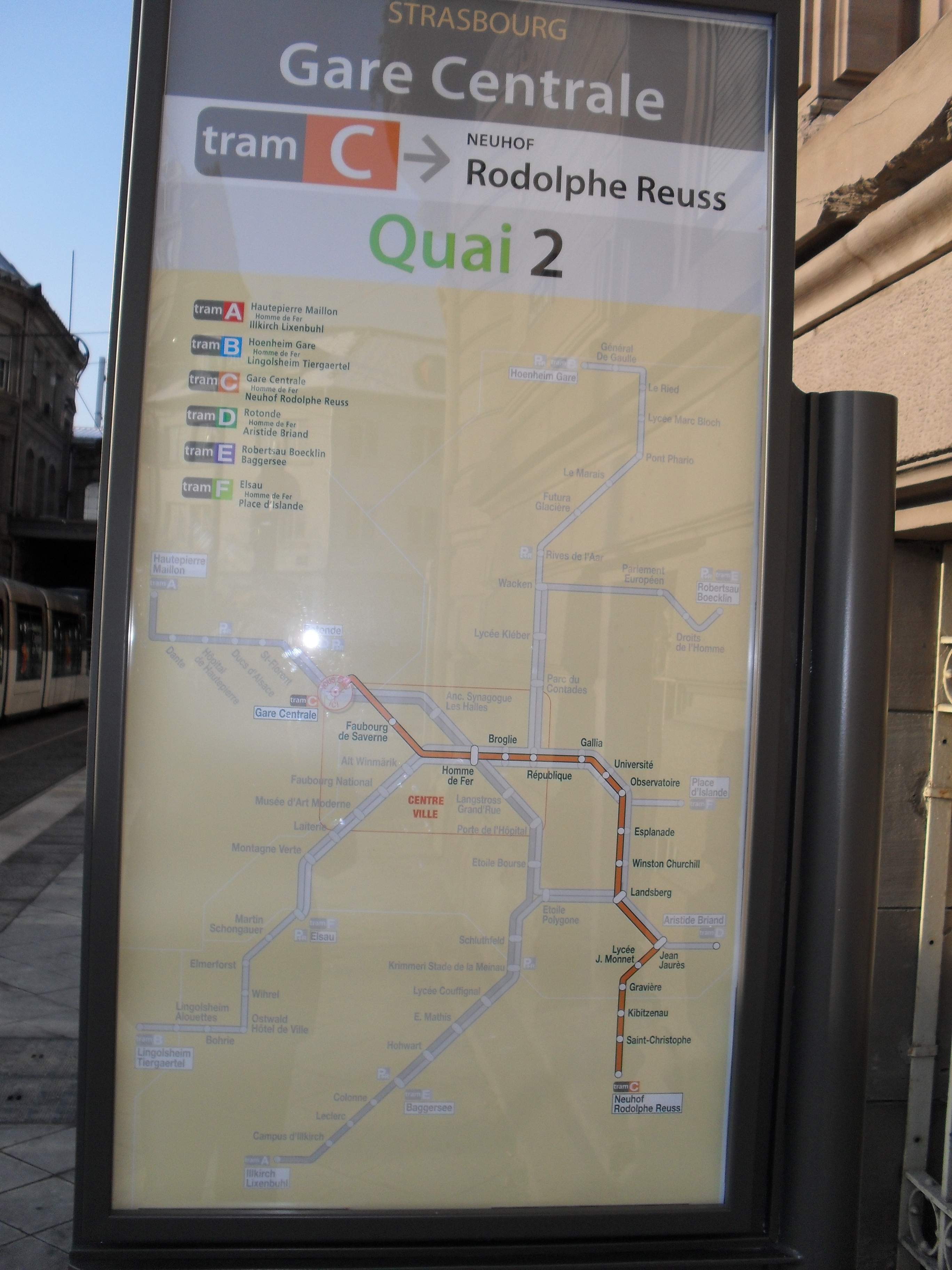
Signalétique
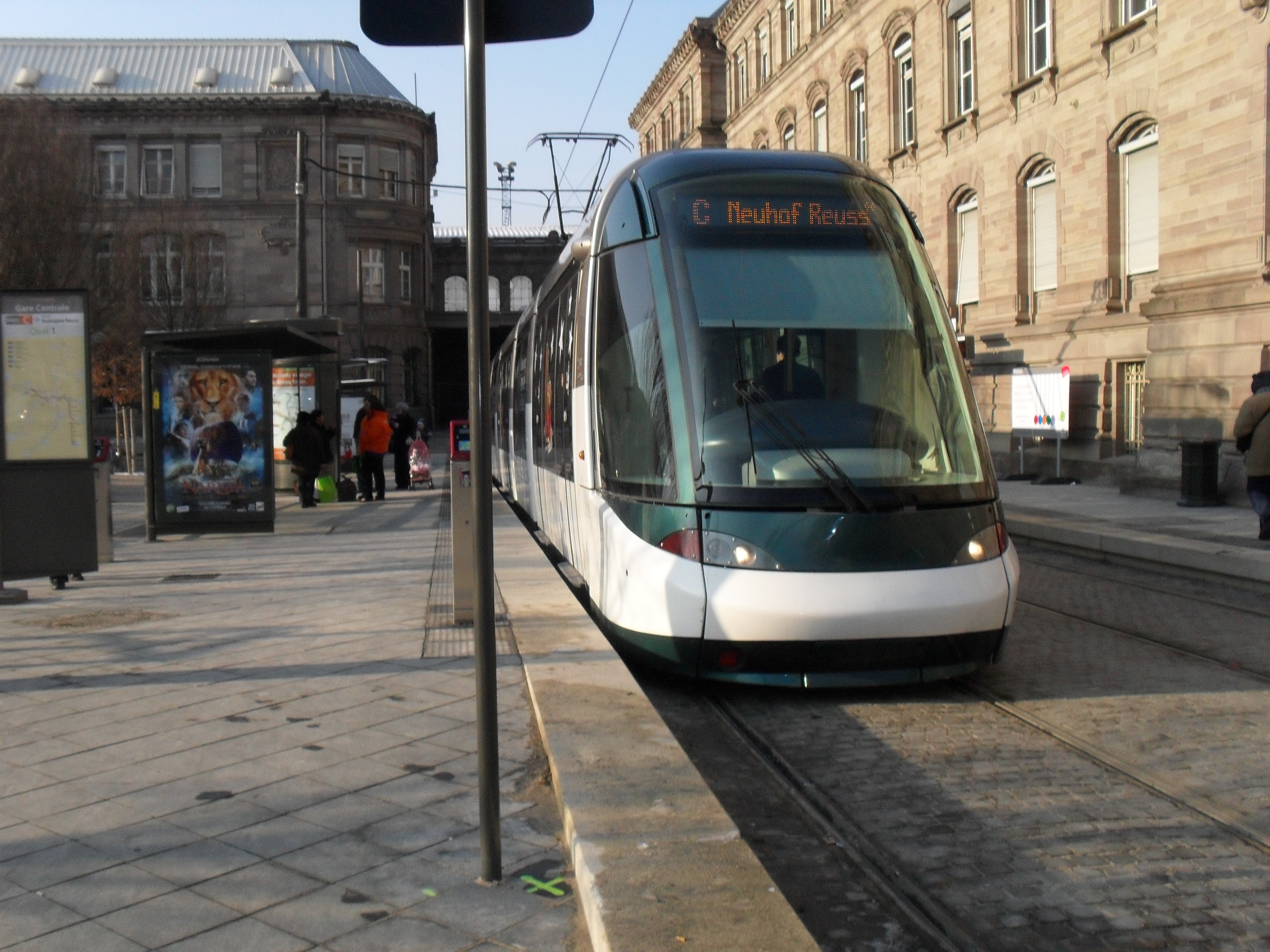
Tramway.
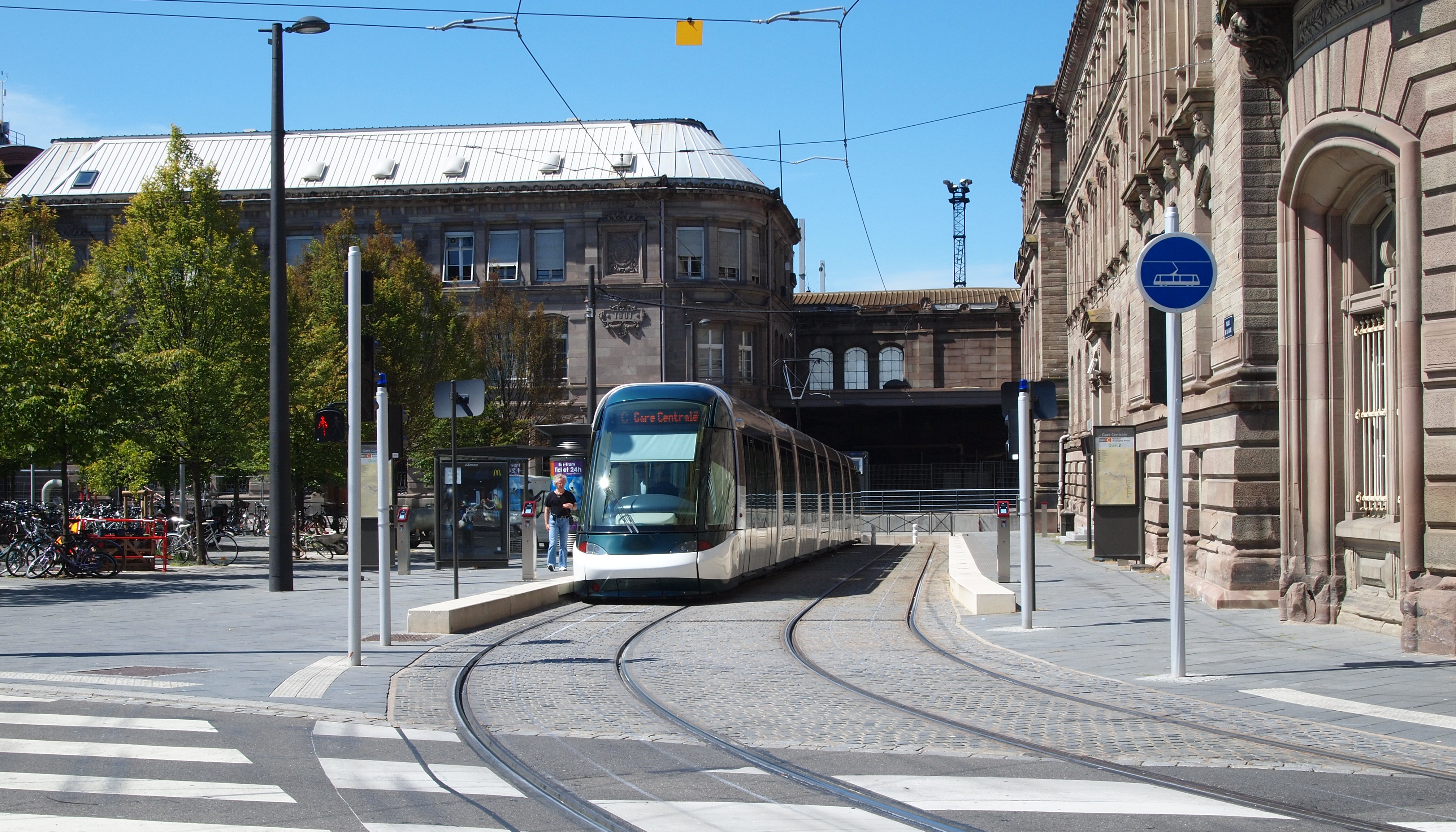
Station aérienne Gare Centrale.

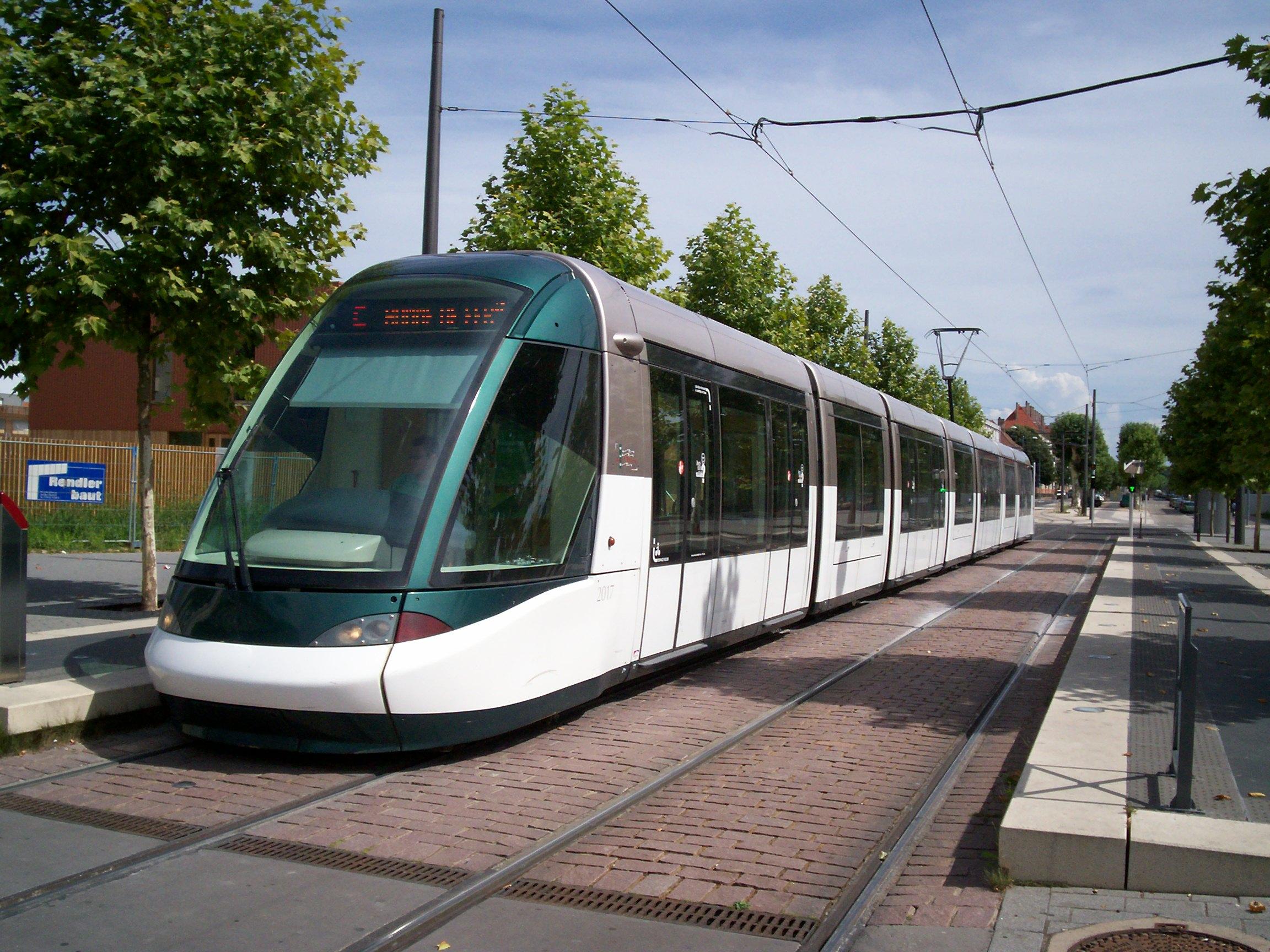
À Rodolphe Reuss.

La station Neuhof Rodolphe Reuss, qui constitue le terminus oriental de la ligne, est composée de deux quais encadrant deux voies. Dans le prolongement de la station, se situe un tiroir permettant le retournement des rames.

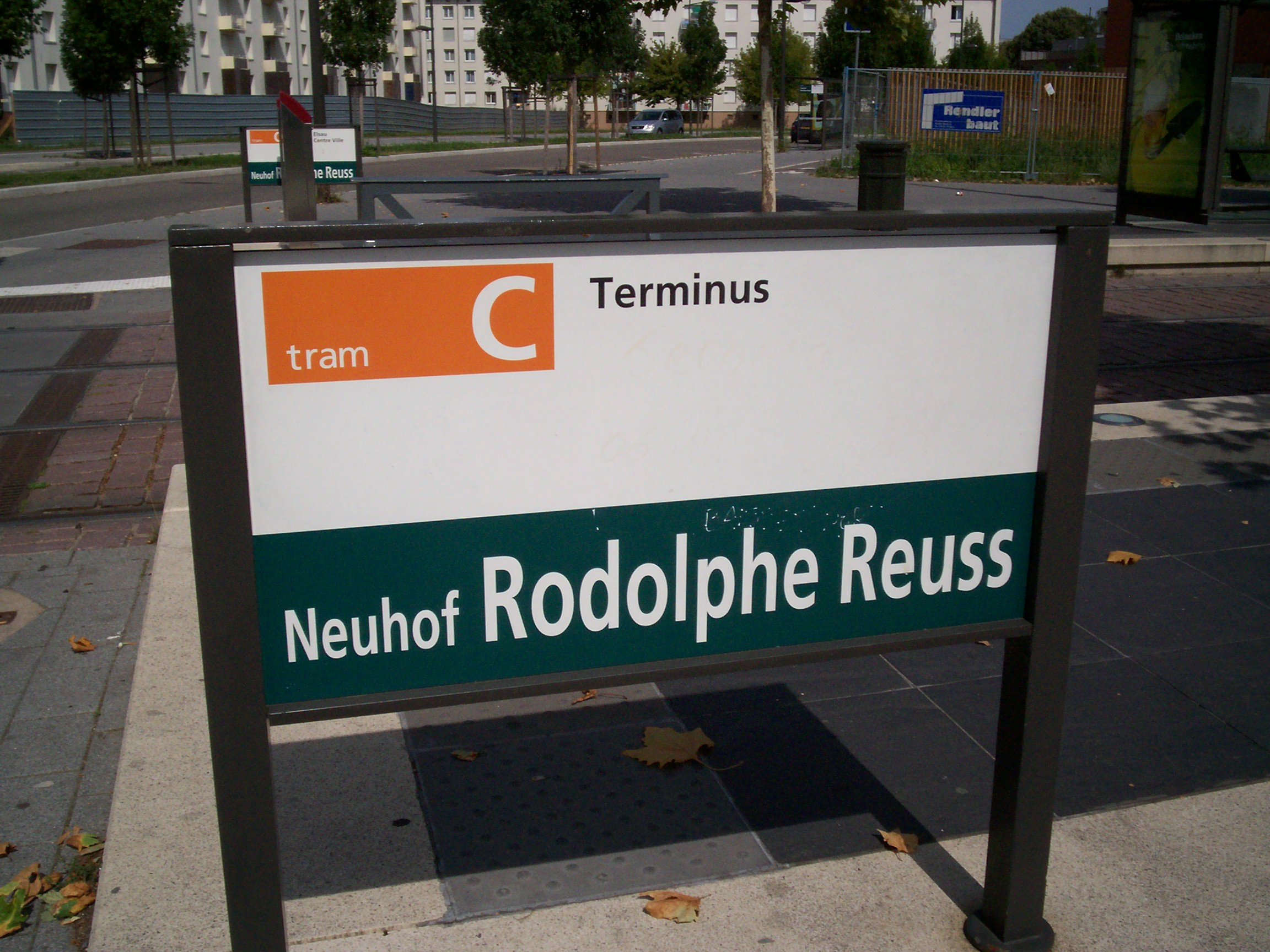
Signalétique.
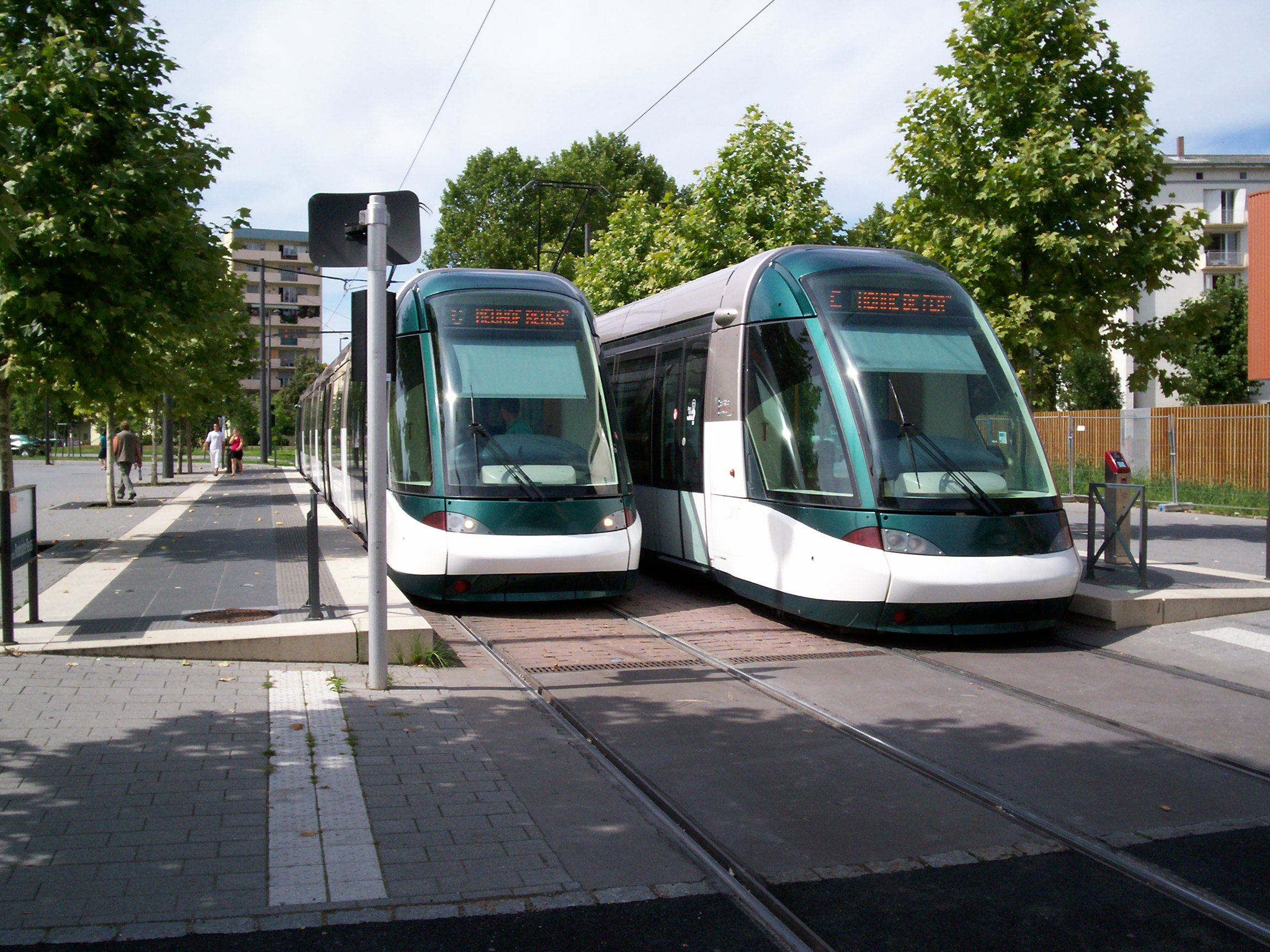
Tramways.
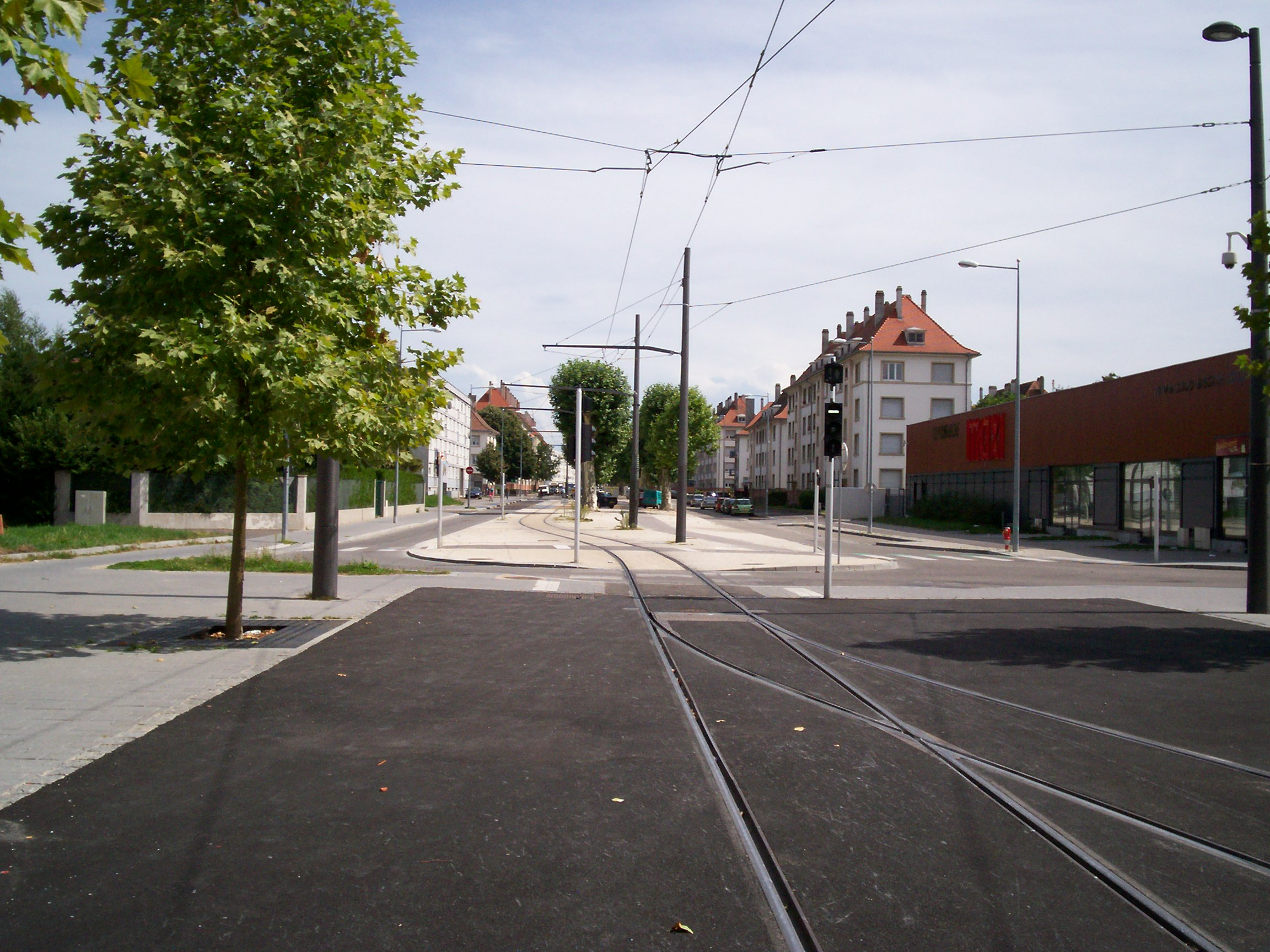
Point de rebroussement

- La station Place d'Islande, qui constitue l'un des terminus oriental de la ligne, est composée de deux voies encadrant un quai central. Cette station et desservi uniquement en heure de pointe par la ligne C du lundi au vendredi et est desservi tous les jours par la ligne F.

### Dépôt de la Kibitzenau

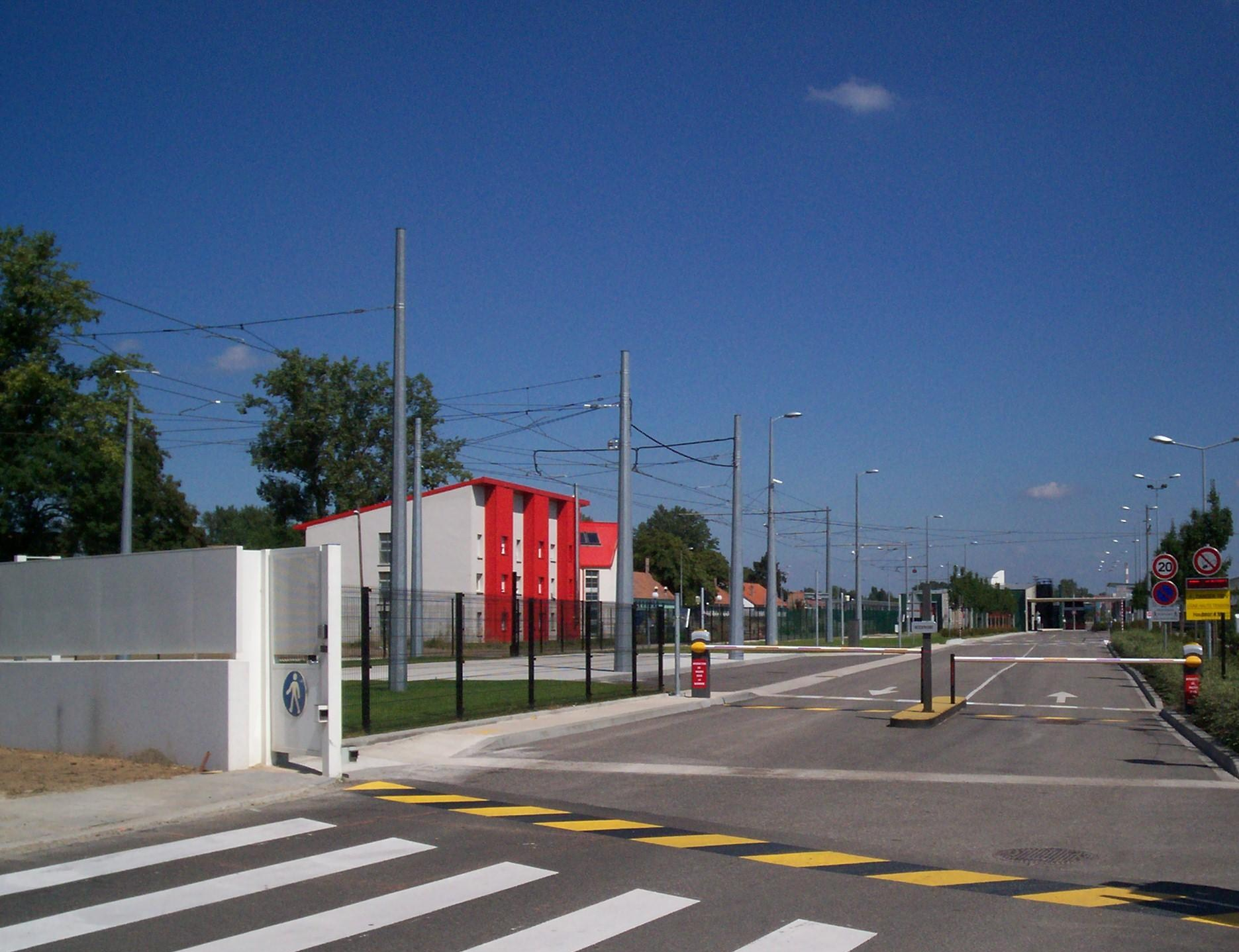
Le dépôt Kibitzenau.

Les tramways de la ligne C du Tramway de Strasbourg sont remisées dans une récente Unité de Production, réalisée dans le cadre des travaux d'extension du réseau tramway en 2007 / 2008, celle de Kibitzenau. Mise en service en janvier 2006 pour le bus et le 25 août 2007 pour le tramway, sur le nouveau tronçon situé au niveau de la piscine de la Kibitzenau, en face de la station du même nom, celle-ci abrite aussi les rames de la ligne E. Ainsi, ce nouveau dépôt, mixte (bus et tram) comme les deux autres, permet d'accueillir les rames supplémentaires liées à l'extension du réseau, dont celles de la ligne.
Il comprend également :
- Un bâtiment d'administration et d'exploitation
- Des ateliers de réparation Bus et Tram
- Des stations-service Bus et Tram
- Une voie d'essai des tramways
- Des remisages bus et tramways
- Une sous-station électrique
- Une station de compression au gaz naturel, permettant une relance du programme d'équipement de bus au gaz naturel de ville.

### Tension d'alimentation
La ligne C du Tramway de Strasbourg est entièrement électrifiée en 750 volts continu.

## Schéma de la ligne

### Tracé

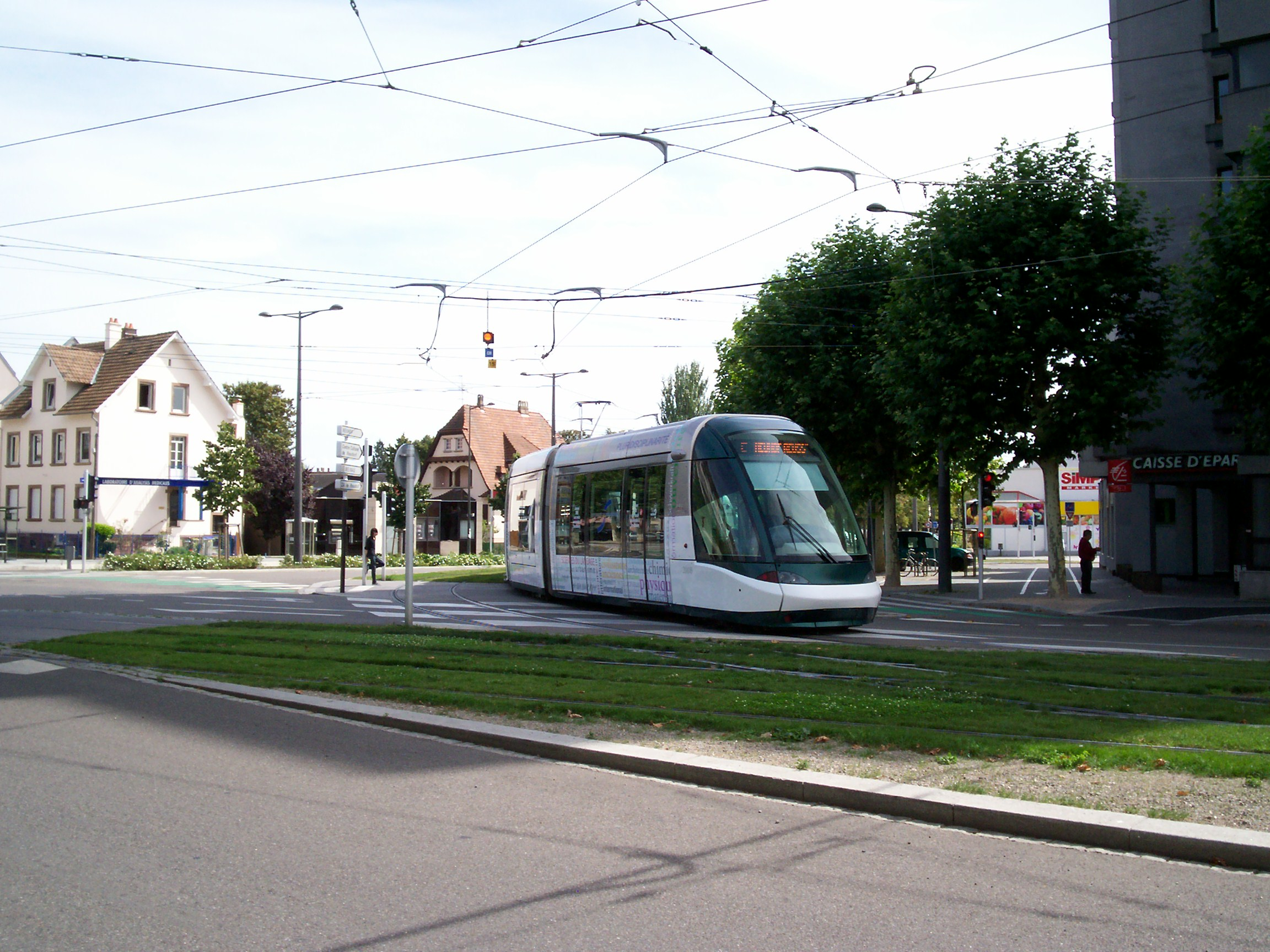
Virage après Jean Jaurès en direction de Neuhof Rodolphe Reuss.

Les tramways de la ligne C du Tramway de Strasbourg partent de la station de surface Gare Centrale. Après un virage vers la gauche, ils empruntent le boulevard du Président-Wilson, tournent ensuite à droite pour emprunter en enfilade la rue du Faubourg-de-Saverne, le pont de Saverne, la petite rue du Vieux-Marché-au-Vin et la place du Vieux-Marché-au-Vin avec la fontaine Stoeber où ils tournent à gauche dans la rue piétonne du Vieux-Marché-au-Vin et rejoignent les tramways des lignes B et F. Au bout de la rue, à la place de l'Homme de Fer, ils croisent les tramways des lignes A et D. Les tramways de la ligne, toujours en compagnie de ceux des lignes B et F, empruntent ensuite la rue piétonne de la Haute Montée puis de la Mésange, traversent la place Broglie avant de passer sur le pont du Théâtre, afin d'arriver à République. À cet endroit, ils tournent à droite pour desservir la station éponyme : ils sont en correspondance avec la ligne E en plus des lignes B et F.
Ils filent, désormais en compagnie des tramways de la ligne E, vers l'est, et s'engagent sur l'avenue de la Marseillaise, enjambent au pont Royal l'Ill, cours d'eau à l'origine du nom de la région Alsace, où se situe d'ailleurs la station Gallia. À présent sur le boulevard de la Victoire, les tramways desservent alors des stations à quai central, traversées en leur milieu par une piste cyclable et un mail piétonnier. Au niveau de la rue Vauban, les trams quittent ceux de la ligne F en tournant à droite pour s'engager sur l'avenue du Général-de-Gaulle jusqu'au niveau de la rue de Rome.
Désormais, les trams en site propre enjambent le port de Strasbourg et dessert alors Winston Churchill. Ils empruntent alors la rue du Landsberg jusqu'à l'avenue Jean-Jaurès où se situe la station Landsberg, point de correspondance avec la ligne D et de séparation d'avec la ligne E. Ils tournent à gauche pour s'engager sur l'avenue jusqu'au niveau de l'avenue Aristide-Briand où se situe la station Jean Jaurès. Ensuite, les tramways se séparent de ceux de la ligne D et prennent un très serré virage vers la droite en direction du sud-ouest afin de s'engager sur la rue de Ribeauvillé jusqu'à la route du Polygone où se situe la station Gravière Stade de la Meinau. Les tramways filent sur la route du Polygone, vers le sud, puis sur la route de Neuhof. Un virage serré vers la gauche permet enfin d'aboutir à Neuhof Rudolphe Reuss, terminus des tramways de la ligne.

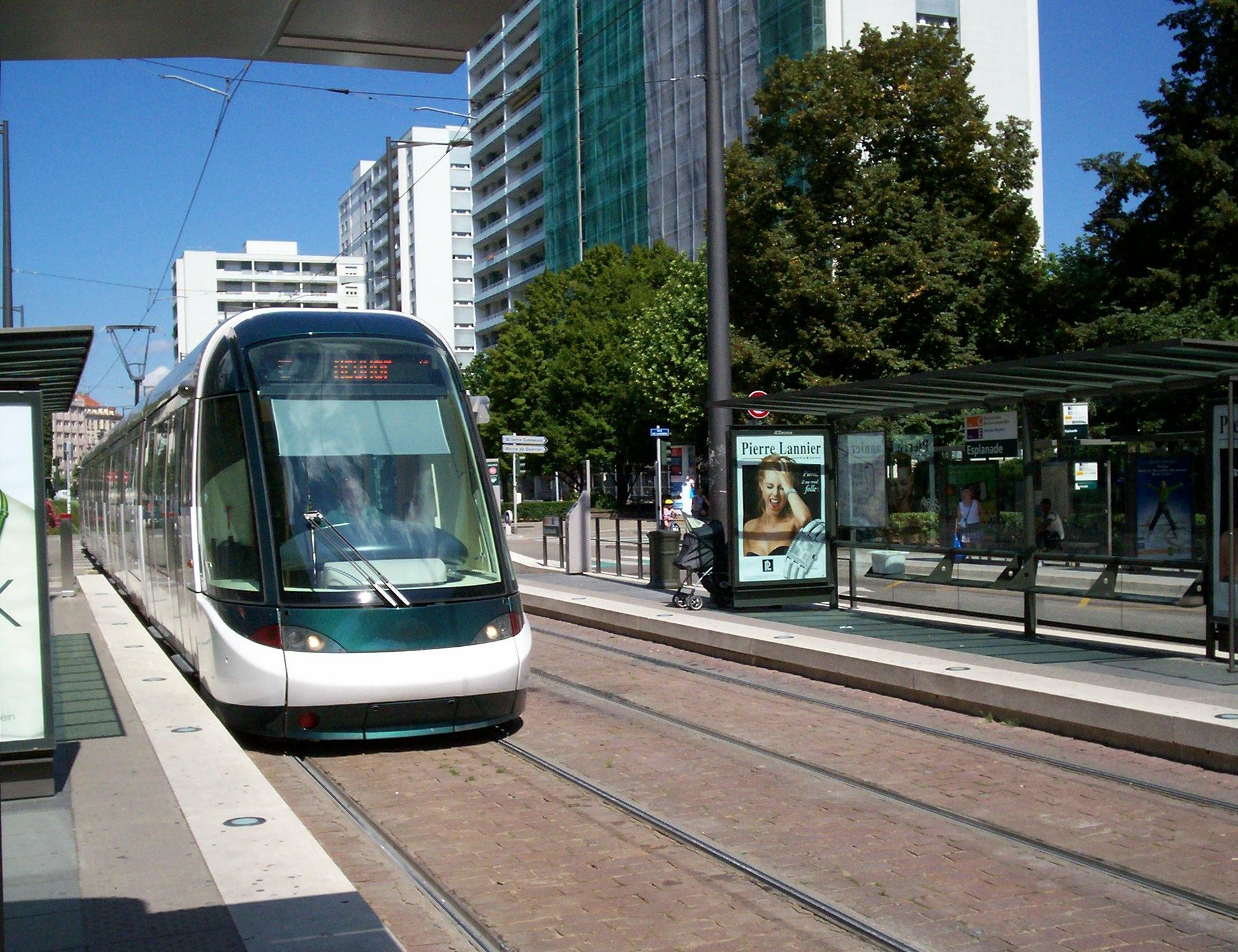
À Esplanade.
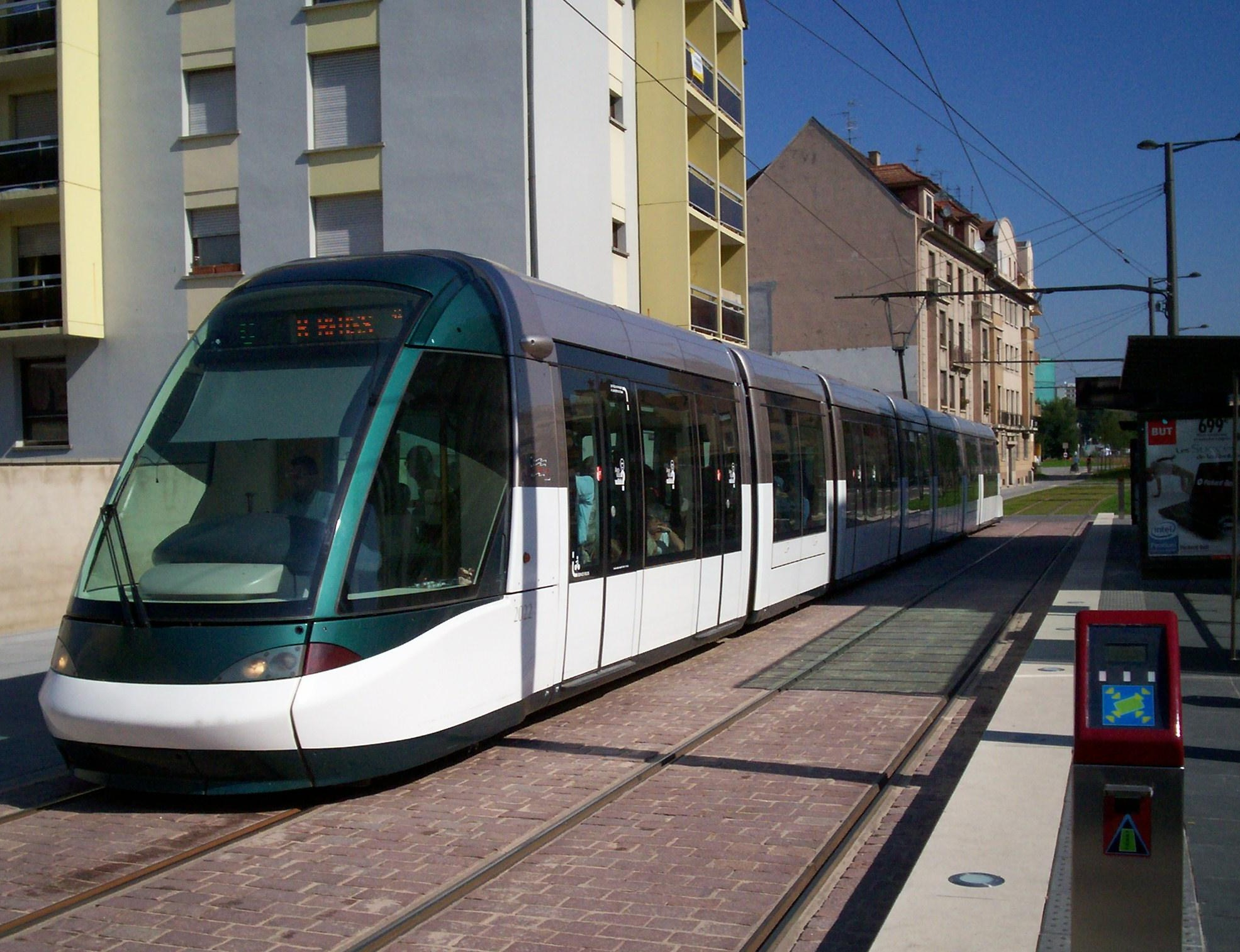
À Landsberg.
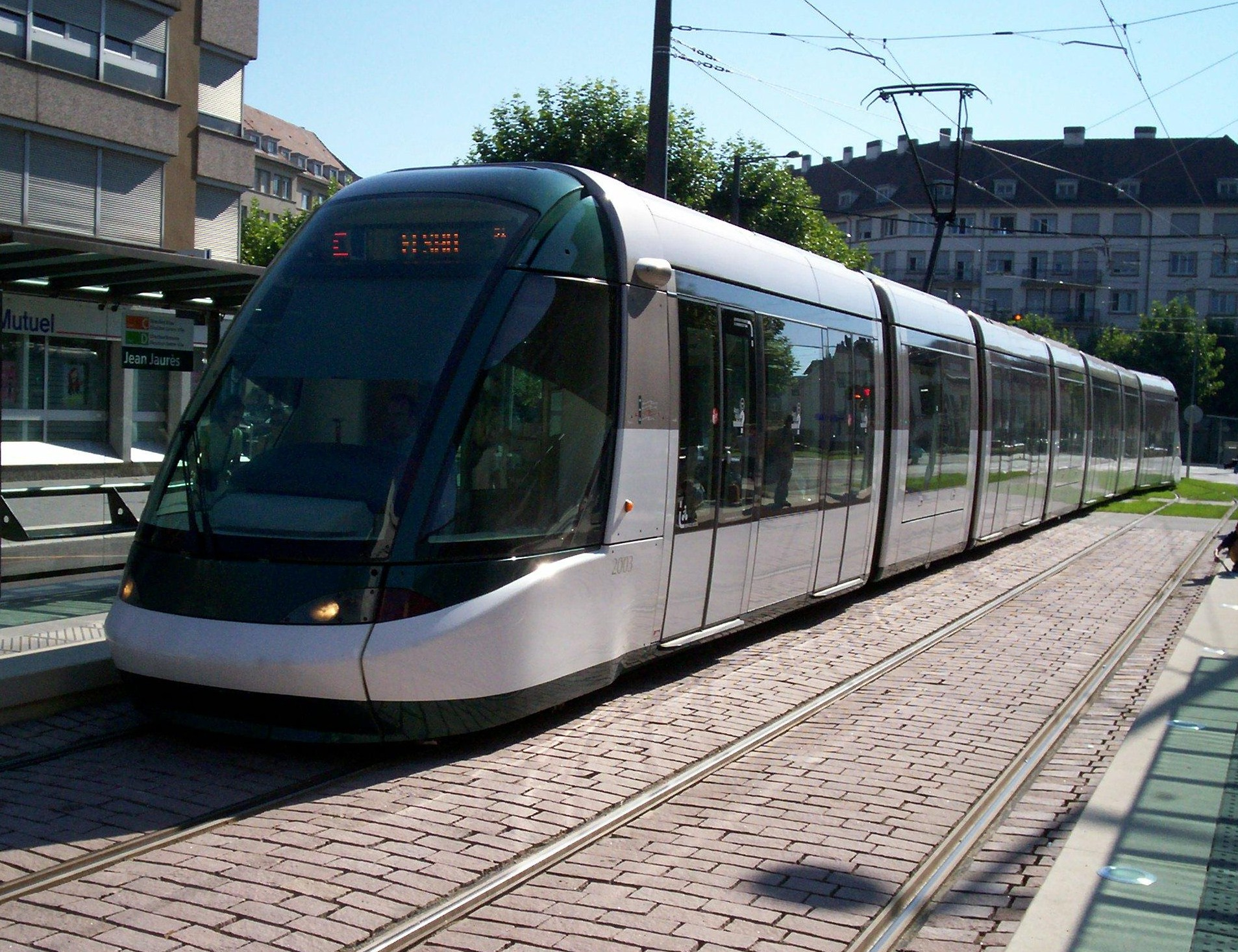
À Jean Jaurès.
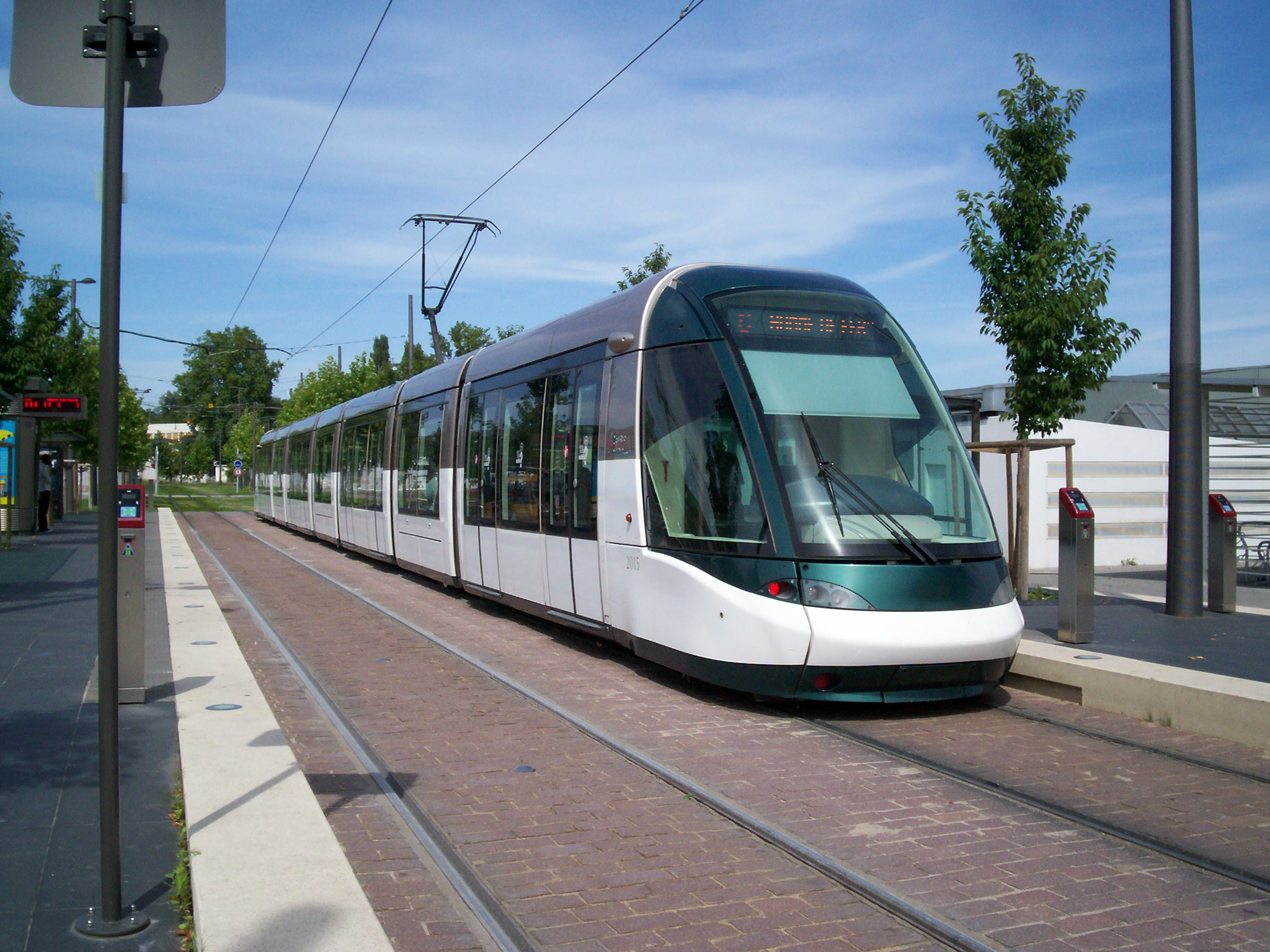
À Kibitzenau.

### Liste des stations
La ligne C du Tramway de Strasbourg dessert les 17 stations suivantes :
|  |   |  | Stations                    | Lat/Long                        | Communes desservies | Correspondances            |
|  | - |  | --------------------------- | ------------------------------- | ------------------- | -------------------------- |
|  | ■ |  | Gare Centrale               | 48° 35′ 08,9″ N, 7° 44′ 08,6″ E | Strasbourg          | tram A D bus G H Gare SNCF |
|  | • |  | Faubourg de Saverne         | 48° 35′ 07,6″ N, 7° 44′ 25,1″ E | Strasbourg          |                            |
|  | • |  | Homme de Fer                | 48° 35′ 03,4″ N, 7° 44′ 41″ E   | Strasbourg          | tram A B D F               |
|  | • |  | Place Broglie               | 48° 35′ 05,1″ N, 7° 44′ 57,5″ E | Strasbourg          | tram B F                   |
|  | • |  | République                  | 48° 35′ 10,8″ N, 7° 45′ 14,5″ E | Strasbourg          | tram B E F                 |
|  | • |  | Gallia                      | 48° 35′ 03,8″ N, 7° 45′ 30,1″ E | Strasbourg          | tram E F                   |
|  | • |  | Université                  | 48° 34′ 58″ N, 7° 45′ 50,1″ E   | Strasbourg          | tram E F                   |
|  | • |  | Observatoire                | 48° 34′ 53″ N, 7° 46′ 08,5″ E   | Strasbourg          | tram E F                   |
|  | • |  | Esplanade                   | 48° 34′ 42″ N, 7° 46′ 10″ E     | Strasbourg          | tram E                     |
|  | • |  | Winston Churchill           | 48° 34′ 25,6″ N, 7° 46′ 00,3″ E | Strasbourg          | tram E bus G               |
|  | • |  | Landsberg                   | 48° 34′ 10,3″ N, 7° 45′ 48,7″ E | Strasbourg          | tram D E                   |
|  | • |  | Jean Jaurès                 | 48° 34′ 02,1″ N, 7° 46′ 19,5″ E | Strasbourg          | tram D                     |
|  | • |  | Lycée Jean Monnet           | 48° 33′ 52″ N, 7° 46′ 10,2″ E   | Strasbourg          |                            |
|  | • |  | Gravière Stade de la Meinau | 48° 33′ 41″ N, 7° 45′ 51,8″ E   | Strasbourg          |                            |
|  | • |  | Kibitzenau                  | 48° 33′ 18″ N, 7° 46′ 02″ E     | Strasbourg          | ouverture prévue fin 2024  |
|  | • |  | Saint-Christophe            | 48° 33′ 04″ N, 7° 45′ 58,9″ E   | Strasbourg          |                            |
|  | ■ |  | Neuhof Rodolphe Reuss       | 48° 32′ 46,5″ N, 7° 46′ 00″ E   | Strasbourg          |                            |

### Desserte de la Gare Centrale
La ligne C du Tramway de Strasbourg, dessert depuis le 27 novembre 2010 la gare de Strasbourg à travers la station aérienne de Gare Centrale après l'avoir desservie dès sa mise en service le premier septembre 2000, grâce à la station nommée Faubourg National située à 300 mètres de la gare par la petite rue de la Course.
La gare de Strasbourg a été inaugurée le 15 août 1883, sur les plans de l'architecte berlinois Johann Eduard Jacobsthal, et remplaça dès lors la gare d'origine près des halles, en cul-de-sac et trop exigüe. Cette gare, construite par les autorités allemandes, est située au carrefour des grands axes internationaux Paris-Vienne et Bâle-Bruxelles, sur le terrain des anciennes fortifications de Vauban. À l'origine, cette gare était non seulement une gare de voyageurs, mais aussi une gare de marchandises et une gare de triage. La vaste place en hémicycle se situant devant la façade de l'édifice a été déterminante pour le choix de l'emplacement de cette gare.
Elle est la principale gare de l'agglomération strasbourgeoise et l'une des principales de l'est de la France. Elle est desservie par toutes sortes de trafics : TER Grand Est, TER 200, TGV et trains internationaux. L'ouverture de la LGV Est européenne en juin 2007 a permis une augmentation importante du trafic dans cette gare, Strasbourg ne se trouvant dès lors plus qu'à 2h20, puis 1h50 lorsque la deuxième partie de la ligne aura été construite, de la gare de Paris-Est. L'ouverture de la branche est de la LGV Rhin-Rhône le 11 décembre 2011 permet de gagner une heure entre Strasbourg et Lyon.
La ligne C dessert ainsi la Gare Centrale afin de désengorger le tronçon Gare Centrale - Homme de Fer des lignes A et D surchargées.

## Exploitation de la ligne

### Principes de la desserte

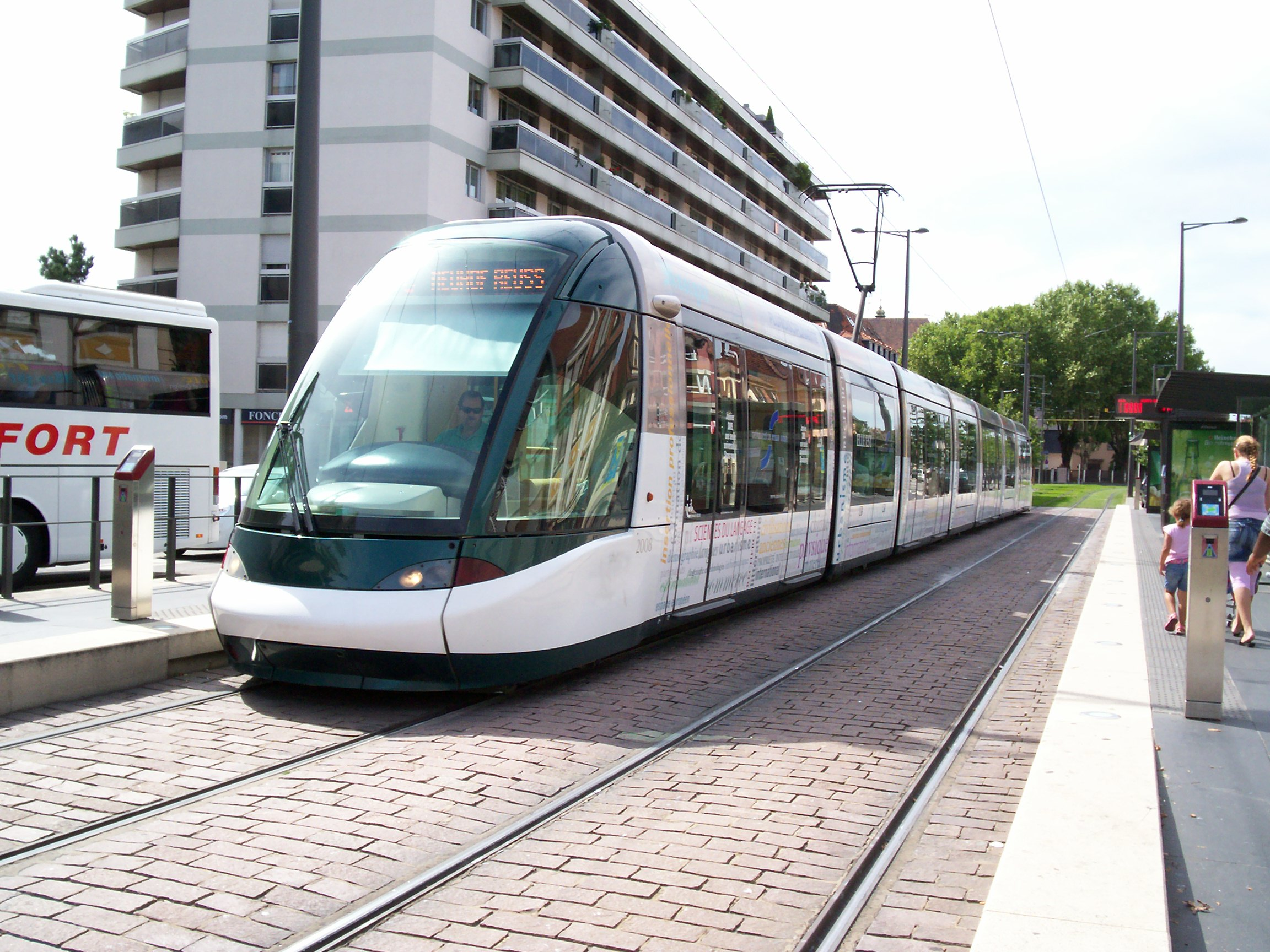
À Jean Jaurès.

La ligne fonctionne tous les jours de l'année sauf le 1er mai.
En raison de la proximité du dépôt, le service débute à la station Gravière Stade de la Meinau à 4 h 7 du lundi au samedi, et à 4 h 58 les dimanches et fêtes, par des services partiels en direction de la gare. Dans la direction de Neuhof-Rodolphe Reuss, le service débute à la station précédente Kibitzenau portant le même nom que le dépôt. Le dernier départ de Neuhof-Rodolphe Reuss a lieu à 0 h 1 tous les jours. À la station Gare centrale, le premier tram part à 4 h 37 du lundi au samedi, et à 5 h 45 les dimanches et fêtes. Le dernier départ s'effectue à 0 h 42 tous les jours. En fin d'heures de pointe du matin et du soir, certains services en provenance de Gare Centrale sont limités à la station Gravière Stade de la Meinau.
Entre 6 h et 20 h, les trams circulent toutes les cinq à dix minutes environ du lundi au vendredi et toutes les sept à dix environ le samedi. Il n'y a donc aucune distinction entre les heures de pointe et les heures de pleine journée. Tôt le matin et à partir de 21 h environ, la fréquence minimale est d'un tram toutes les 15 minutes. Les dimanches et fêtes, la fréquence minimale est d'un tram toutes les 15 minutes également, avec un renforcement du service entre 12 h 30 et 21 h environ, quand la fréquence est de 12 puis de 13 minutes.
Sur une partie du parcours, à savoir entre Homme de Fer et Observatoire, les fréquences sont renforcées par la ligne F qui circule ici en tronc commun avec la ligne C, mais à une fréquence moindre. S'y ajoutent encore les trams de la ligne B sur la courte section entre République et Homme de Fer, respectivement les trams de la ligne E entre République et Observatoire (ainsi qu'au-delà jusqu'à Landsberg), si bien que ces tronçons voient circuler vingt-six trams par heure et par sens du lundi au vendredi. Ensuite, entre Observatoire et Landsberg, les fréquences de la ligne C sont doublées par la ligne E. Reste à mentionner un court tronc commun avec la ligne D entre Landsberg et Jean Jaurés : ainsi, la ligne C partage des sections avec quatre des cinq autres lignes de tramway de Strasbourg.
Par ailleurs, les horaires sont cadencés en dehors des périodes de desserte renforcée, avec répétition des mêmes minutes de passage. Pendant les vacances scolaires, la desserte de pleine journée est allégée de 25 % environ du lundi au vendredi.
Les tramways bénéficient d'un système de priorité aux carrefours comportant des feux.

### Temps de parcours moyens

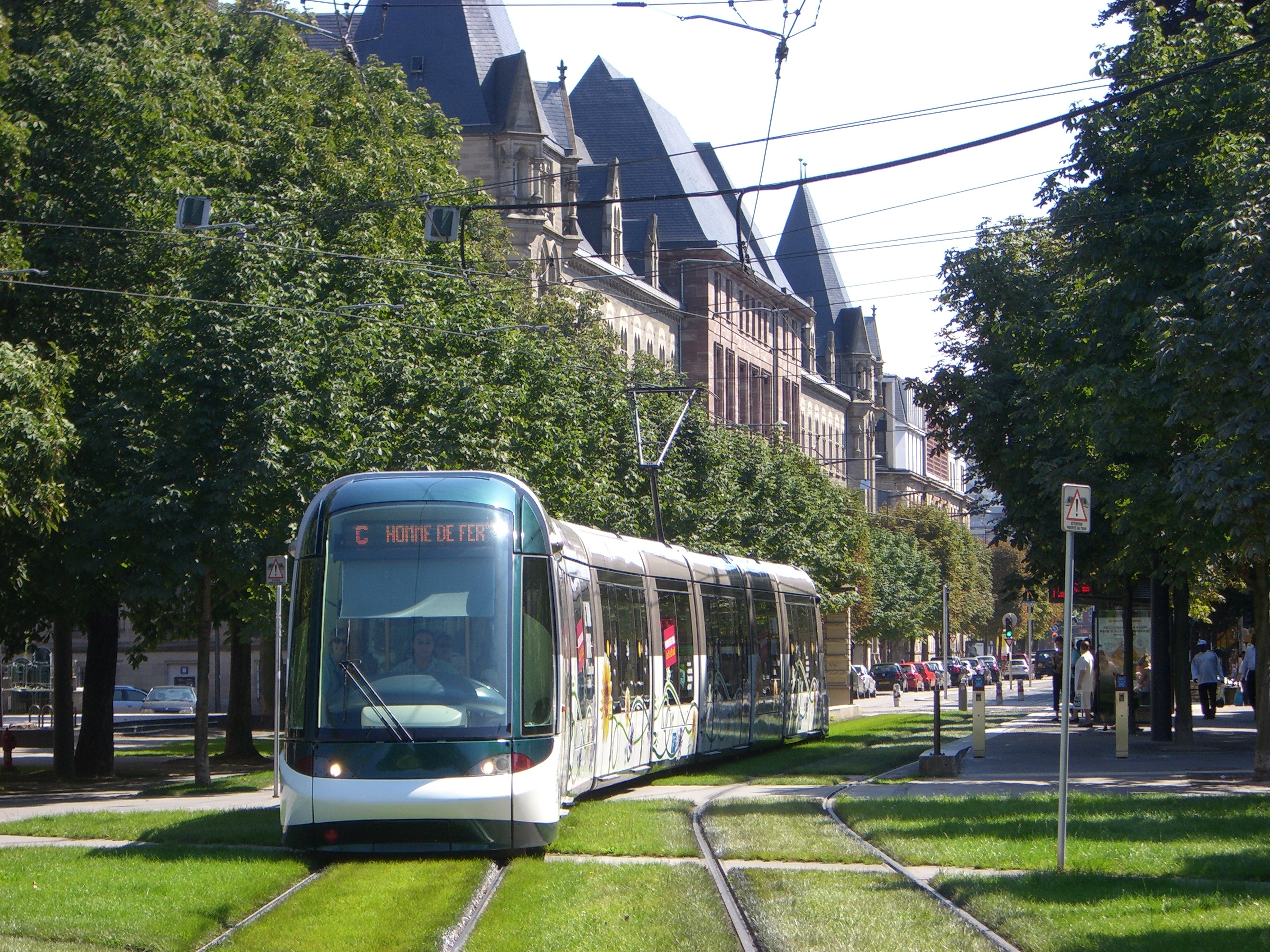
Un Citadis 403 en direction d'Homme de Fer.

Les temps de parcours sont donnés à titre indicatif et varient surtout selon le moment de la journée (cf.horaires). Ils peuvent aussi évoluer en cas de retards dus à des évènements imprévus.
La ligne C du Tramway de Strasbourg permet de rallier Gare Centrale à…
- Homme de Fer en 5 minutes ;
- République en 8-9 minutes ;
- Observatoire en 12-14 minutes ;
- Jean Jaurès en 19-22 minutes ;
- Kibitzenau en 25-28 minutes ;
- Neuhof Rodolophe Reuss en 28-31 minutes.

Tenant compte de la longueur de la ligne de 8,1 km, la vitesse commerciale s'établit entre 15,7 et 17,4 km/h. C'est la vitesse commerciale la plus faible sur le réseau, mais la ligne F dépasse à peine cette performance.

### Matériel roulant

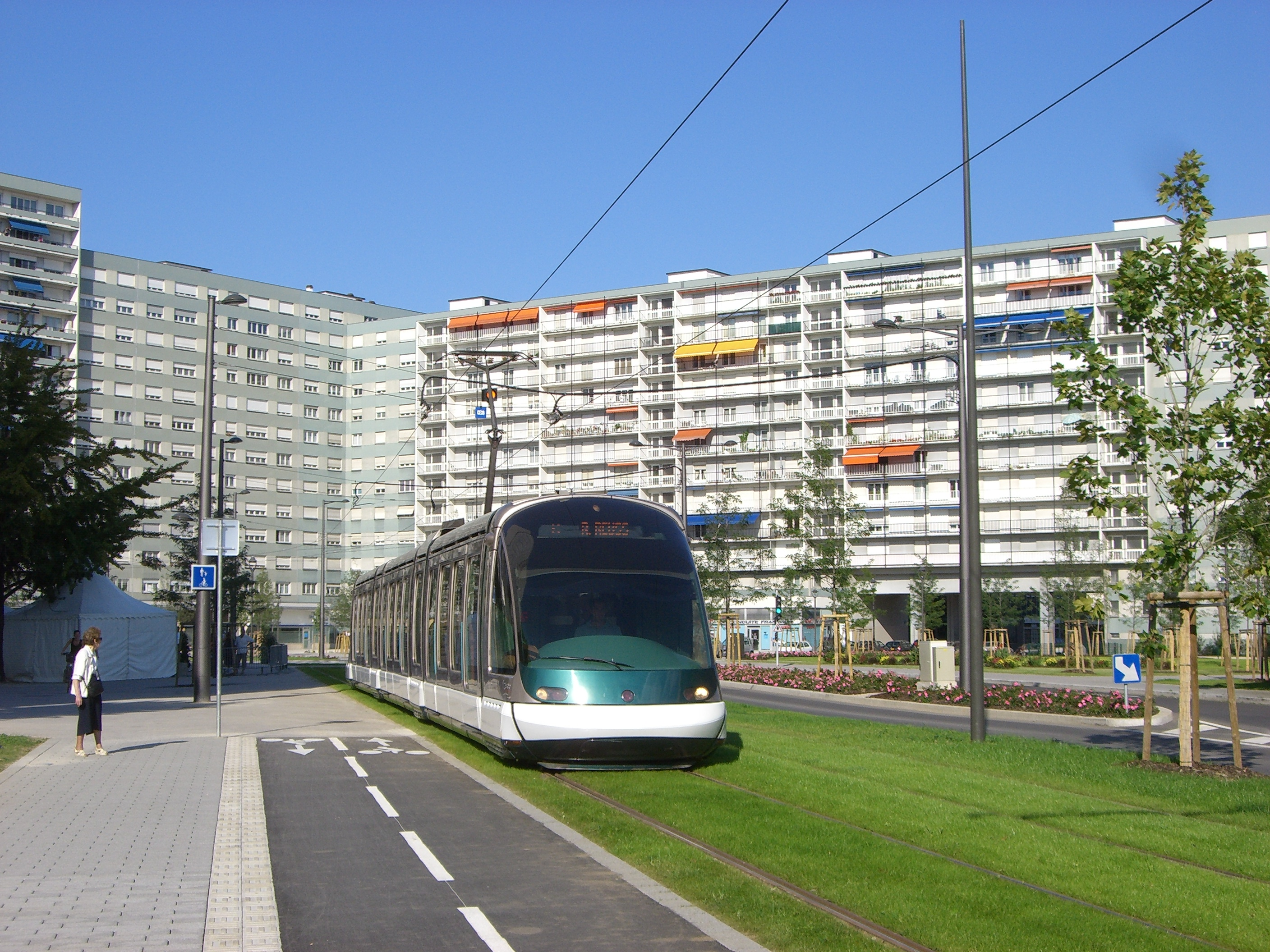
Un Eurotram en direction de Rodolphe Reuss au niveau de l'Esplanade.

La ligne C du tramway de Strasbourg est normalement assurée par des Citadis 403 1ère et 2ème génération, mais des Eurotram peuvent parfois y circuler .

### Tarification et financement

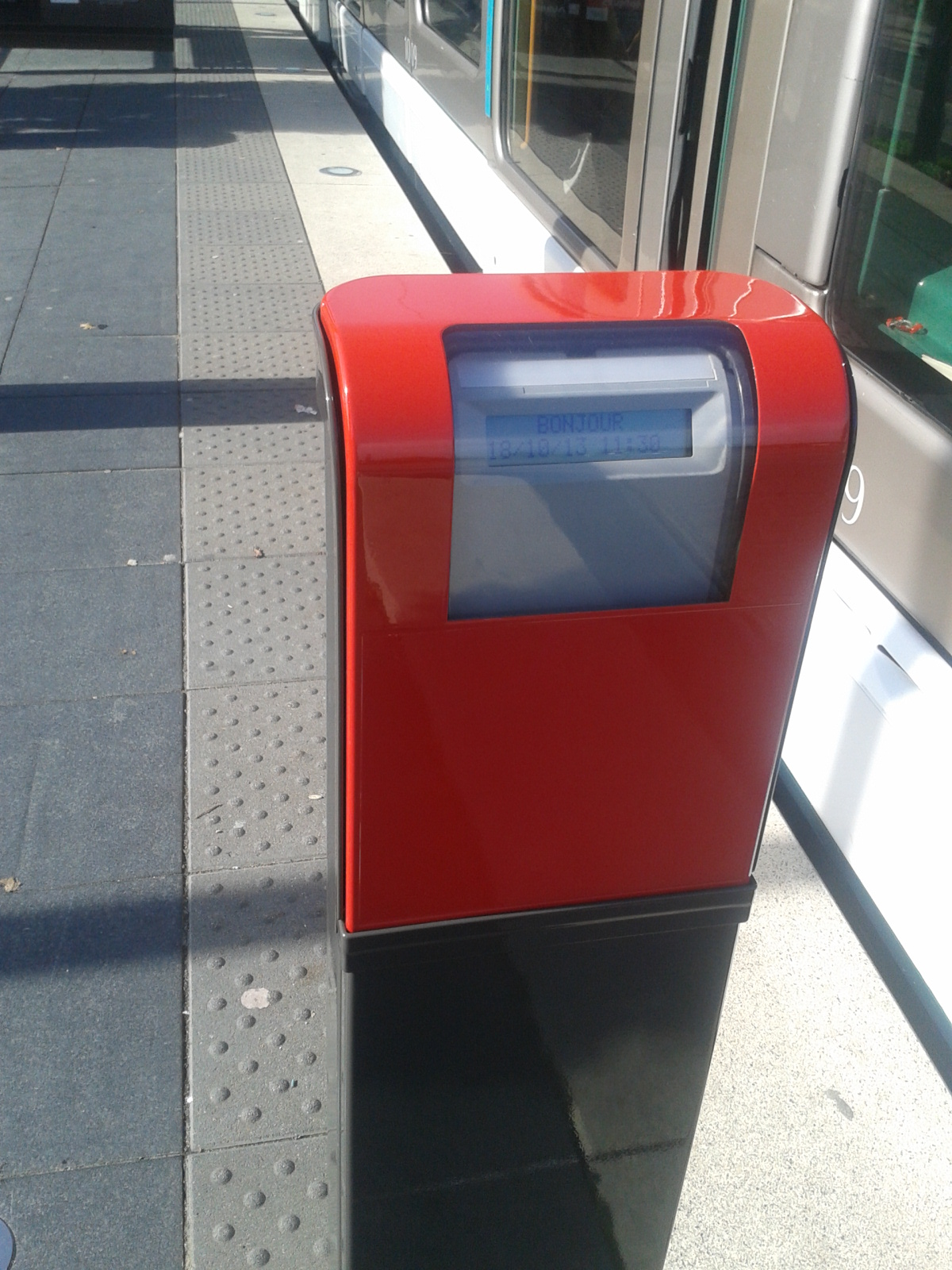
Valideur de titre de transport.

La tarification de la ligne est identique à celles des autres lignes de tramway et des réseaux de bus urbains exploitées par la Compagnie des Transports Strasbourgeois (CTS) et accessible avec les mêmes abonnements.
Les tickets et abonnements peuvent être achetés dans des distributeurs automatiques présents dans les stations, sauf s'ils incluent la place parking-relais.
Le financement du fonctionnement de la ligne, entretien, matériel et charges de personnel, est assuré par la Compagnie des Transports Strasbourgeois (CTS).

## Projets
À l'horizon 2025, des études devraient être lancées pour prolonger la ligne de 2,8 kilomètres vers le Neuhof Stockfeld. L'extension vers le cœur de la Meinau est annulée au profit d'un BHNS qui est devenu le C7.
De l'autre côté, la portion sur le boulevard du Président-Wilson vers la Gare Centrale doit être abandonné au profit d'une portion de 3,6 km vers Marc Seguin à Schiltigheim d'ici 2025-2027. Elle sera cédée aux lignes E et H.